# خيط عضلي
الخيوط العضلية (بالإنجليزية:Myofilaments) هي خيوط اللييفة العضلية، المؤلفة بشكل أساسي من البروتينات، الميوسين أو الأكتين. أنواع العضلات هي عضلات مخططة بشكل مباشر (مثل عضلات الهيكل العظمي وعضلة القلب)، وعضلات مخططة بشكل غير مباشر (توجد في بعض اللافقاريات)، وعضلات ملساء. ترتيبات مختلفة من الخيوط العضلية تبني عضلات مختلفة. العضلات المخططة لديها أشرطة عرضية من الخيوط. في العضلات المخططة بشكل غير مباشر، تكون الخيوط متداخلة. العضلات الملساء لها ترتيبات غير منتظمة من الخيوط العضلية.

## روابط خارجية
- المخططات والتفسيرات في biomol.uci.edu